# Épisodes de Métal Hurlant Chronicles
Cet article présente les épisodes de la série télévisée Métal Hurlant Chronicles.

## Première saison (2012)

### Épisode 1:La Couronne du roi
- France : 27 octobre 2012 sur France 4[1]

- France : 347 000 téléspectateurs (première diffusion)[2]

- Scott Adkins (VF : Philippe Valmont) : Guillam
- Michael Jai White (VF : Gilles Morvan) : Teague
- Matt Mullins : Julian
- Darren Shahlavi : Adam

### Épisode 2:Protège-moi
- France : 27 octobre 2012 sur France 4[3]

- France : 250 000 téléspectateurs (première diffusion)[2]

- Michelle Ryan (VF : Josy Bernard) : Jennifer
- James Marsters (VF : Serge Faliu) : Brad Davis

### Épisode 3:Lumière rouge / Réalité glaçante
- France : 27 octobre 2012 sur France 4[4]

- France : 250 000 téléspectateurs (première diffusion)[2]

Première partie : Lumière rouge
- David Belle : le prisonnier
- Cyrille Diabaté : le garde
- Jean-Michel Martial : le commandant

Deuxième partie : Réalité glaçante
- Guy Amran : Trez Tarpoon
- Jean-Yves Berteloot : Molan Droog
- Patrice Delmont : l'homme cryogénisé

- Cet épisode est divisé en deux parties.
- Cet épisode est basé sur une histoire publiée dans Métal hurlant no 135.

### Épisode 4:Oxygène
- France : 3 novembre 2012 sur France 4[5]

- Ériq Ebouaney : Kaskoff
- Craig Fairbrass : Timarek
- Dominique Pinon : Stanley Summers
- Yasmine Lafitte : le capitaine
- Frank Delay : un soldat

### Épisode 5:Les Maîtres du destin
- France : 3 novembre 2012 sur France 4[6]

- Joe Flanigan (VF : Pierre Tessier) : Hondo
- Kelly Brook : Scarr
- Charlie Dupont : Kull

### Épisode 6:Le Serment d'Anya
- France : 3 novembre 2012 sur France 4[7]

- Rutger Hauer (VF : Hervé Bellon) : Kern
- Grégory Basso : Joshua

## Deuxième saison (2014)

### Épisode 1:L'Endomorphe
- France : 11 juillet 2014 sur France 4[8]

- France : 177 000 téléspectateurs (première diffusion)[9]

- Michael Jai White (VF : Gilles Morvan) : Balt
- Michelle Lee (VF : Nayéli Forest) : Gas
- Darren Shahlavi (VF : Bruno Méyère) : Mel
- Fabien Houssaye (VF : Christophe Seugnet) : le Mécamorphe
- Silvio Simac (VF : Jean-Marco Montalto) : Sant

### Épisode 2:Whisky
- France : 11 juillet 2014 sur France 4[10]

- France : 170 000 téléspectateurs (première diffusion)[9]

- Michael Biehn (VF : Hervé Furic) : shérif Jones (adulte)
- Dan Cade (VF : Jean-Marco Montalto) : shérif Jones (jeune)
- James Marsters (VF : Serge Faliu) : docteur Rowan
- Florin Stancu (VF : Antoine Tomé) : Murphy
- Pavel Ulici (VF : Bruno Méyère) : Ben

### Épisode 3:Seconde chance
- France : 25 juillet 2014 sur France 4[11]

- Scott Adkins (VF : Philippe Valmont) : Joe Manda
- Kamel Laadaili (VF : Antoine Tomé) : Xero Trobe
- Lygie Duvivier (VF : Susan Sindberg) : Ivy
- Karl E. Landler (en) : Khondor

### Épisode 4:Le Dernier Khondor
- France : 25 juillet 2014 sur France 4[12]

- Karl E. Landler (en) : Khondor
- Marc Duret : roi Targot
- Marem Hassler : princesse Alaria
- John Rhys-Davies : Holgarth
- Kamel Laadaili : Xero Trobes

### Épisode 5:Le Second fils
- France : 18 juillet 2014 sur France 4[13]

- Karl E. Landler (en) : Byron
- Patrick Rocca : roi Tobias
- Dominique Pinon : Stanley Summers
- Frédérique Bel : Laerana
- Guillaume Dolmans : Tybalt
- Aurore Tomé : Servante

### Épisode 6:Retour à la réalité
- France : 18 juillet 2014 sur France 4[14]

- Guy Amram : Sauman/Tarpoon
- Lygie Duvivier : Lana
- Jimmy Jean-Louis : Norman
- Dominique Pinon : Stanley Summers
- Gregory Basso : Fred
- Aurore Tomé : Servante